# Szexuális Zaklatás Panda
A Szexuális Zaklatás Panda (eredetileg angolul Sexual Harassment Panda) a South Park című animációs sorozat 37. része (a 3. évad 6. epizódja). Elsőként 1999. július 7-én sugározták az Egyesült Államokban.
A történet szerint South Parkban egyre több szexuális zaklatással kapcsolatos pert indítanak, amely számos bonyodalmat okoz. Ez volt az első leadott epizód azután, hogy megjelent a South Park – Nagyobb, hosszabb és vágatlan mozifilm, egy héttel korábban.

## Cselekmény
|  | Alább a cselekmény részletei következnek! |

Mr. Garrison osztályát meglátogatja egy barátságos kabala, Pityu, a Szexuális Zaklatás Panda (állítólag egy Tom Morris nevű, pandának öltözött ember alakítja), aki a szexuális zaklatásról és annak elkerüléséről próbálja felvilágosítani a gyerekeket. A látogatás során Stan Marsh durva megjegyzést tesz Eric Cartmanre, aki ezért – a Panda szavainak hatására – beperli őt szexuális zaklatásért. A tárgyaláson Kyle Broflovski apja, Gerald Broflovski képviseli a vádat, Cartman megnyeri a pert, kártérítésként pedig Stan ingóságainak felét kapja. Gerald ezután arra buzdítja Cartmant (majd a többieket is), hogy ne csak egymást, hanem az iskolát és a tanárokat is pereljék be, mert így sok pénzt kereshetnek. Ez azonban egyre nagyobb káoszhoz vezet a városban, miközben az ügyvéd Gerald egyre több pénzt keres.
Az iskolai testületnek az elharapódzó perek miatt csökkentenie kell a kiadásokat, ezért elbocsátják Szexuális Zaklatás Pandát, aki képtelen új munkát találni, hiszen nem hajlandó levenni a panda jelmezét (mivel túl komolyan veszi a szerepét és ténylegesen pandának hiszi magát). Ezek után a Kiégett kabalák szigetére távozik, ahol az értelmetlen, semmitmondó dolgokat hirdető kabalák menedéket találhatnak. A gyerekek azonban látják a perek negatív következményeit, ezért megkeresik a Pandát és ráveszik, hogy térjen vissza a városba egy új mondanivalóval. Kenny McCormickot eközben széttépi egy hatalmas ventilátor, Jimmynek, a Ne Tartsatok Egy Nagy Mágnest Ha Valaki Ventilátort Használ Sólyomnak köszönhetően. Ezalatt Gerald az eddigi legnagyobb perére készül, a „mindenki kontra mindenki” perre.
A Panda a új néven tér vissza South Parkba; ő lesz Pityu, a Ne Pereskedjetek Panda és a tárgyaláson elmondja az egybegyűlteknek, hogy a felesleges pereskedések mindenkinek ártanak, mert tönkreteszik az iskolarendszert, elveszik a pénzt a tantermektől, az iskoláktól és így maguktól az adófizetőktől is. Az emberek megértik a bölcs mondanivalót és dühödten be akarják perelni az eseményekért felelős Geraldot, aki ezért gyorsan beleegyezik abba, hogy ne legyen több szexuális zaklatás per.
|  | Itt a vége a cselekmény részletezésének! |